# معاملة المثليين في ريو غراندي دو سول
يتمتع الاشخاص المثليون والمثليات ومزدوجو التوجه الجنسي والمتحولون جنسياً (اختصاراً: مجتمع الميم) في الولاية البرازيلية ريو غراندي دو سول بالحقوق القانونية ذاتها التي يتمتع بها غيرهم من المغايرين جنسيا.

## الاعتراف القانوني بالعلاقات المثلية
في 29 مايو 2012، وافق أربعة من كتاب العدل الستة في بورتو أليغري، عاصمة ولاية ريو غراندي دو سول، على تحويل الاتحادات المدنية إلى حالات زواج.

## تبني المثليين للأطفال
في 11 نوفمبر 2005، حصل أول تبني للمثليين للأطفال في البرازيل، من قبل زوجتين مثليتين من مدينة باخي، ريو غراندي دو سول. سمح قاضي الطفولة والشباب في باخي، ماركوس دانيلو إدون فرانكو، بتبني شقيقين من قبل زوجيتين مثليتين. كانت الشريكتان تعيشان في اتحاد مستقر لمدة سبع سنوات. وكانت إحداهما مسؤولة عن وصاية الأولاد منذ ولادتهم.
في 6 أبريل 2006، تم حصول تبني ثانٍ من قبل زوجتين مثليتين، و «وصاية مؤقتة» واحدة. حدث التبني في ولاية ريو غراندي دو سول، من قبل زوجتين مثليتين. سُمح للأزواج المثليين في علاقات ملتزمة بالتسجيل في أي مكتب كاتب العدل. على الرغم من أنه لم يؤثر على الحقوق الفيدرالية، إلا أنه منح الأزواج المثليين المزيد من المساواة في العديد من المجالات. للأزواج المثليين الذين يسجلون الحق في الملكية المشتركة، وتأسيس حضانة الأطفال، والمطالبة بالحق في المعاشات والممتلكات عندما يموت أحد الشريكين.
في 10 يونيو 2009، فازت أول زوجتين مثليتين في المحكمة بحق التبني في ولاية غوياس البرازيلية. منذ أبريل 2008، تحصلت موظفة اتحادية (49 عاما) وعاملة في المكتبة (34 عاما) على رعاية فتاة عمرها عامان وعشرة أشهر. اتخذ هذا القرار غير المسبوق القاضي موريسيو بورفيريو من محكمة الأحداث والشباب في غويانيا. للتعويض عن عدم وجود قانون محدد بشأن هذه القضية، اعتمد القاضي على السابقة القضائية لمحكمة ريو غراندي دو سول.
في 27 أبريل 2010، قررت محكمة العدل العليا في البرازيل، والتي تقع في عاصمة البلاد، برازيليا، الموافقة على تبني المثليين في البرازيل. في القضية، حصلت زوجتان مثليتان من مدينة باخي، ريو غراندي دو سول، وهن أخصائية العلاج الطبيعي ليديا بريغنول غوتيريس والعالمة النفسية لوتشيانا ريس ميدانا، على الحق في الاعتراف بتبنيهل المشترك لطفلين. قالتا للولاية أن القرار يمكن أن تصبح تاريخيا، ويمكن أن يلهم الآخرين على أن يحذو حذوهما. كانت أخصائية العلاج الطبيعي وعالمة النفس معا لمدة 13 عامًا وتبنتا ولدين في عامي 2002 و 2003. في السجلات الرسمية، ظهر الأطفال فقط كأطفال للأم وسيانا. قرر الزوجان تغيير الوثائق لتوفير حقوق التقاعد التي تنطبق على القصر في حالات الانفصال والميراث.
في 3 يونيو 2011، أذن قاض من مدينة بيلوتاس، ريو غراندي دو سول، بتبني طفل يبلغ من العمر 4 سنوات من قبل زوجين مثليين. قدمت الأم البيولوجية أدلة تثبت رغبتها في التخلي عن طفلها للتبني من قبل الزوجين المثليين.